# Gara Erghevița
Gara Erghevița este o stație de cale ferată care deservește comuna Șimian, județul Mehedinți, România.